# Agnes
Agnes je žensko osebno ime.

## Izvor imena
Ime Agnes izhaja  latinskega imena Agnes, ki ga razlagajo iz grške besede ἀγνός (aghnòs), v pomenu besede »čista, nedolžna« ali iz latinske besede agnus v pomenu »jagne«.

## Pogostost imena
Po podatkih Statističnega urada Republike Slovenije je bilo na dan 31. decembra 2007 v Sloveniji število ženskih oseb z imenom Agnes: 75.

## Različice imena
Agi, Agica, Agna, Agnes, Agnesa, Agneš, Agneta, Agnez, Agneza, Agnezija, Agni, Agnica, Neta, Neža

## Tujejezikovne različice imena
- pri Angležih: Agnes
- pri Čehih: Anežka
- pri Francozih: Ines
- pri Madžarih: Agnes
- pri Poljakih: Agnieszka
- pri Švedih: Agnes

## Osebni praznik
V koledarju je ime Janja uvrščeno k imenu Neža.

## Znane osebe
- Agnes Gonxa Bojaxhio, blažena Mati Tereza